# Crypsithyrodes concolorella
Crypsithyrodes concolorella är en fjärilsart som beskrevs av Walker 1863. Crypsithyrodes concolorella ingår i släktet Crypsithyrodes och familjen äkta malar. Inga underarter finns listade i Catalogue of Life.